# Liste der Fornminnen in Listerby

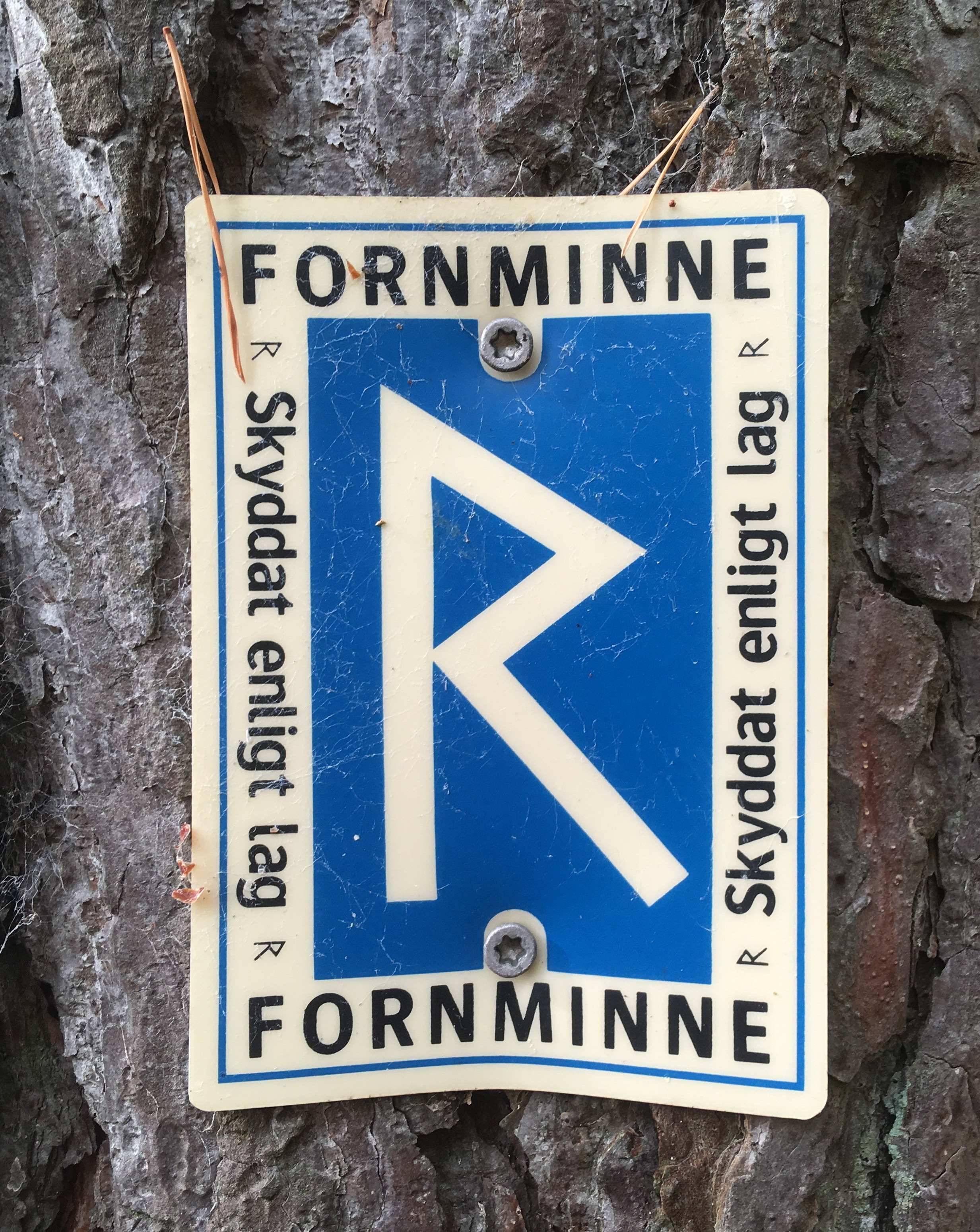
Zeichen für „Fornminnen“ in Schweden

Diese Liste der Fornminnen in Listerby zeigt die „Alten/antiken Denkmale“ (schwedisch fornminnen) im ehemaligen Socken Listerby in der heutigen Gemeinde Ronneby der südschwedischen Provinz Blekinge län, sie ist eine Teilliste der „Liste der Fornminnen in Blekinge“. Die Aufteilung basiert auf der historischen Zuordnung der Gebiete in Socken (siehe auch) und der Einteilung des Zentralamts für Denkmalpflege Riksantikvarieämbetet (RAÄ). Es werden die Fornminnen aufgeführt, die auf dem Suchdienst „Fornsök“ registriert sind, welcher weitere Informationen zu den bekannten kulturhistorischen Überresten in Schweden enthält.

## Begriffserklärung
Fornminnen (schwedisch für alte/antike Denkmale oder archäologische Funde) sind in Schweden alte Objekte und archäologische Funde (Fornlämningar), welche die Überreste menschlicher Aktivitäten in der Vergangenheit bezeichnen, die durch frühere Nutzung entstanden sind und dauerhaft aufgegeben wurden. Dabei gilt für Fornminnen, die vor 1850 entstanden sind, dass sie automatisch durch das Gesetz geschützt sind. Aber auch jüngere Überreste können zu Bodendenkmalen erklärt werden, wenn sie sich an ihrem ursprünglichen Standort befinden und weitgehend erdgebunden sind. Als Fornminnen zählen u. a. Siedlungen und Siedlungsreste aus prähistorischer Zeit, Gräber und Grabstätten, Burgruinen, Ruinen von Klöstern, Kirchen und Schlössern, Steine und Felsen mit Inschriften und Bildern (z. B. Runensteine und Petroglyphen), insofern sie nicht schon als Einzeldenkmal unter Byggnadsminnen (schwedisch für Baudenkmale) oder kyrkliga Kulturminnen (schwedisch für kirchliches Kulturgut) ausgewiesen sind.

## Legende
| ID           | = | ID.Nr. des Denkmalregisters (Fornsök) im schwedische Amt für nationales Kulturerbe (Riksantikvarieämbetet (RAÄ)) |
| Lage         | = | Koordinatenangabe des Standorts                                                                                  |
| Bezeichnung  | = | Bezeichnung des Denkmalobjekts (auch RAÄ-Nr.)                                                                    |
| Beschreibung | = | Name (Denkmaltyp/Dokumentenverweis im Arkivsök) sowie eine kurze Beschreibung des Objekts                        |
| Bild         | = | Bild des Objekts sowie Verweis auf weitere Bilder                                                                |

## Liste Fornminnen Listerby
| ID             | Lage    | Bezeichnung (RAÄ-Nr.) | Beschreibung | Bild           |
| -------------- | ------- | --------------------- | --- | -------------- |
| 10100400010001 | (Karte) | Listerby 1:1          | Listerby 1:1 (Steinhügelgrab / L1979:3366) rundes (etwa 11 m Durchmesser) Steinhügelgrab mit 1 m Höhe und einer sichtbaren Randkette aus bis zu 0,8 m hohen Steinen, etwa 400 m südlich der Ortschaft Anglemåla, südöstlich Ronneby | Weitere Bilder |
| 10100400020001 | (Karte) | Listerby 2:1          | Listerby 2:1 (Steinhügelgrab / L1979:4018) Beschreibung ergänzen | Weitere Bilder |
| 10100400030001 | (Karte) | Listerby 3:1          | Listerby 3:1 (Steinhügelgrab / L1979:3429) Beschreibung ergänzen | Weitere Bilder |
| 10100400040001 | (Karte) | Listerby 4:1          | Listerby 4:1 (Steinsetzung / L1979:3430) Beschreibung ergänzen | Weitere Bilder |
| 10100400050001 | (Karte) | Listerby 5:1          | Listerby 5:1 (Steinsetzung / L1979:3431) Beschreibung ergänzen | Weitere Bilder |
| 10100400060001 | (Karte) | Listerby 6:1          | Listerby 6:1 (Gräberfeld / L1979:4008) ovales etwa 10 × 110 m großes Gräberfeld ca. 2,5 km östlich Ronnebyhamn, etwa 100 m neben der Gövägen-Siedlung 21, 23, 25, 27; mit 11 erkennbaren Überresten (tw. überformt und bewachsen), darunter 2 runde (etwa 7 m Durchmesser) Steinsetzungen in der Mitte des Areals. | Weitere Bilder |
| 10100400070001 | (Karte) | Listerby 7:1          | Listerby 7:1 (Steinsetzung / L1979:3559) Beschreibung ergänzen | Weitere Bilder |
| 10100400080001 | (Karte) | Listerby 8:1          | Listerby 8:1 (Steinhügelgrab / L1979:3560) Beschreibung ergänzen | Weitere Bilder |
| 10100400100001 | (Karte) | Listerby 10:1         | Listerby 10:1 (Steinhügelgrab / L1979:3240) Beschreibung ergänzen | Weitere Bilder |
| 10100400100002 | (Karte) | Listerby 10:2         | Listerby 10.2 (Steinhügelgrab / L1979:3702) Beschreibung ergänzen | Weitere Bilder |
| 10100400110001 | (Karte) | Listerby 11:1         | Listerby 11:1 (Steinhügelgrab / L1979:3703) Beschreibung ergänzen | Weitere Bilder |
| 10100400120001 | (Karte) | Listerby 12:1         | Listerby 12:1 (Steinhügelgrab / L1979:3704) Beschreibung ergänzen | Weitere Bilder |
| 10100400130001 | (Karte) | Listerby 13:1         | Listerby 13:1 (Steinhügelgrab / L1979:3367) Beschreibung ergänzen | Weitere Bilder |
| 10100400130002 | (Karte) | Listerby 13:2         | Listerby 13:2 (Steinhügelgrab / L1979:3230) Beschreibung ergänzen | Weitere Bilder |
| 10100400130003 | (Karte) | Listerby 13:3         | Listerby 13:3 (Steinsetzung / L1979:3834) Beschreibung ergänzen | Weitere Bilder |
| 10100400140001 | (Karte) | Listerby 14:1         | Listerby 14:1 (Steinhügelgrab / L1979:3835) Beschreibung ergänzen | Weitere Bilder |
| 10100400150001 | (Karte) | Listerby 15:1         | Listerby 15:1 (Steinsetzung / L1979:3836) Beschreibung ergänzen | Weitere Bilder |
| 10100400170001 | (Karte) | Listerby 17:1         | Listerby 17:1 (Steinhügelgrab / L1979:3486) Beschreibung ergänzen | Weitere Bilder |
| 10100400180001 | (Karte) | Listerby 18:1         | Listerby 18:1 (Steinsetzung / L1979:3965) Beschreibung ergänzen | Weitere Bilder |
| 10100400200001 | (Karte) | Listerby 20:1         | Listerby 20:1 (Gräberfeld / L1979:3627) das bogenförmige etwa 25 × 140 m große Gräberfeld (auch als „Högarör“ bezeichnet) befindet sich ca. 500 m südlich der Ortschaft Yxnarum in einem Waldstück westlich der Kuggebodavägen; bestehend aus 10 erkennbaren Überresten, darunter 3 runde Grabhügel (mit 14 m, 14 m und 25 m Durchmesser) und 7 Steinsetzungen, sowie einer bogenförmigen Steinkette und einen Steinplatte an der Ostseite des großen Grabhügels; bereits 1894 archäologisch untersucht, mit Funden von Knochen und Feuersteinen. | Weitere Bilder |
| 10100400210001 | (Karte) | Listerby 21:1         | Listerby 21:1 (Steinhügelgrab / Link) Beschreibung ergänzen | Weitere Bilder |
| 10100400210002 | (Karte) | Listerby 21:2         | Listerby 21:2 (Steinsetzung / Link) Beschreibung ergänzen | Weitere Bilder |
| 10100400210003 | (Karte) | Listerby 21:3         | Listerby 21:3 (Steinsetzung / Link) Beschreibung ergänzen | Weitere Bilder |
| 10100400210004 | (Karte) | Listerby 21:4         | Listerby 21:4 (Steinsetzung / Link) Beschreibung ergänzen | Weitere Bilder |
| 10100400210005 | (Karte) | Listerby 21:5         | Listerby 21:5 (Steinsetzung / Link) Beschreibung ergänzen | Weitere Bilder |
| 10100400280001 | (Karte) | Listerby 28:1         | Listerby 28:1 (Steinsetzung / Link) Beschreibung ergänzen | Weitere Bilder |
| 10100400310001 | (Karte) | Listerby 31:1         | Listerby 31:1 (Steinhügelgrab / Link) Beschreibung ergänzen | Weitere Bilder |
| 10100400330001 | (Karte) | Listerby 33:1         | Listerby 33:1 (Steinhügelgrab / Link) Beschreibung ergänzen | Weitere Bilder |
| 10100400330002 | (Karte) | Listerby 33:2         | Listerby 33:2 (Steinsetzung / Link) Beschreibung ergänzen | Weitere Bilder |
| 10100400330003 | (Karte) | Listerby 33:3         | Listerby 33:3 (Steinsetzung / Link) Beschreibung ergänzen | Weitere Bilder |
| 10100400340001 | (Karte) | Listerby 34:1         | Listerby 34:1 (Steinhügelgrab / Link) Beschreibung ergänzen | Weitere Bilder |
| 10100400340002 | (Karte) | Listerby 34:2         | Listerby 34:2 (Steinsetzung / Link) Beschreibung ergänzen | Weitere Bilder |
| 10100400350001 | (Karte) | Listerby 35:1         | Listerby 35:1 (Steinhügelgrab / Link) Beschreibung ergänzen | Weitere Bilder |
| 10100400360001 | (Karte) | Listerby 36:1         | Listerby 36:1 (Steinhügelgrab / Link) Beschreibung ergänzen | Weitere Bilder |
| 10100400370001 | (Karte) | Listerby 37:1         | Listerby 37:1 (Steinsetzung / Link) Beschreibung ergänzen | Weitere Bilder |
| 10100400400001 | (Karte) | Listerby 40:1         | Listerby 40:1 (Steinhügelgrab / Link) Beschreibung ergänzen | Weitere Bilder |
| 10100400410001 | (Karte) | Listerby 41:1         | Listerby 41:1 (Steinsetzung / Link) Beschreibung ergänzen | Weitere Bilder |
| 10100400420001 | (Karte) | Listerby 42:1         | Listerby 42:1 (Steinsetzung / Link) Beschreibung ergänzen | Weitere Bilder |
| 10100400430002 | (Karte) | Listerby 43:2         | Listerby 43:2 (Steinsetzung / Link) Beschreibung ergänzen | Weitere Bilder |
| 10100400470001 | (Karte) | Listerby 47:1         | Listerby 47:1 (Steinhügelgrab / Link) Beschreibung ergänzen | Weitere Bilder |
| 10100400480001 | (Karte) | Listerby 48:1         | Listerby 48:1 (Steinhügelgrab / Link) Beschreibung ergänzen | Weitere Bilder |
| 10100400490001 | (Karte) | Listerby 49:1         | Listerby 49:1 (Steinhügelgrab / Link) Beschreibung ergänzen | Weitere Bilder |
| 10100400500001 | (Karte) | Listerby 50:1         | Listerby 50:1 (Steinhügelgrab / Link) Beschreibung ergänzen | Weitere Bilder |
| 10100400500002 | (Karte) | Listerby 50:2         | Listerby 50:2 (Steinhügelgrab / Link) Beschreibung ergänzen | Weitere Bilder |
| 10100400510001 | (Karte) | Listerby 51:1         | Listerby 51:1 (Steinhügelgrab / Link) Beschreibung ergänzen | Weitere Bilder |
| 10100400520001 | (Karte) | Listerby 52:1         | Listerby 52:1 (Steinhügelgrab / Link) Beschreibung ergänzen | Weitere Bilder |
| 10100400520002 | (Karte) | Listerby 52:2         | Listerby 52:2 (Steinhügelgrab / Link) Beschreibung ergänzen | Weitere Bilder |
| 10100400530001 | (Karte) | Listerby 53:1         | Listerby 53:1 (Steinsetzung / Link) Beschreibung ergänzen | Weitere Bilder |
| 10100400590001 | (Karte) | Listerby 59:1         | Listerby 59:1 (Steinsetzung / Link) Beschreibung ergänzen | Weitere Bilder |
| 10100400600001 | (Karte) | Listerby 60:1         | Listerby 60:1 (Steinsetzung / Link) Beschreibung ergänzen | Weitere Bilder |
| 10100400610001 | (Karte) | Listerby 61:1         | Listerby 61:1 (Steinsetzung / Link) Beschreibung ergänzen | Weitere Bilder |
| 10100400620001 | (Karte) | Listerby 62:1         | Listerby 62:1 (Gräberfeld / Link) Beschreibung ergänzen | Weitere Bilder |
| 10100400630001 | (Karte) | Listerby 63:1         | Listerby 63:1 (Steinsetzung / Link) Beschreibung ergänzen | Weitere Bilder |
| 10100400660001 | (Karte) | Listerby 66:1         | Listerby 66:1 (Steinhügelgrab / Link) Beschreibung ergänzen | Weitere Bilder |
| 10100400670001 | (Karte) | Listerby 67:1         | Listerby 67:1 (Petroglyphe / Link) Beschreibung ergänzen | Weitere Bilder |
| 10100400670002 | (Karte) | Listerby 67:2         | Listerby 67:2 (Petroglyphe / Link) Beschreibung ergänzen | Weitere Bilder |
| 10100400690001 | (Karte) | Listerby 69:1         | Listerby 69:1 (Steinhügelgrab / Link) Beschreibung ergänzen | Weitere Bilder |
| 10100400700001 | (Karte) | Listerby 70:1         | Listerby 70:1 (Steinhügelgrab / Link) Beschreibung ergänzen | Weitere Bilder |
| 10100400700002 | (Karte) | Listerby 70:2         | Listerby 70:2 (Steinhügelgrab / Link) Beschreibung ergänzen | Weitere Bilder |
| 10100400700003 | (Karte) | Listerby 70:3         | Listerby 70:3 (Steinhügelgrab / Link) Beschreibung ergänzen | Weitere Bilder |
| 10100400700004 | (Karte) | Listerby 70:4         | Listerby 70:4 (Steinsetzung / Link) Beschreibung ergänzen | Weitere Bilder |
| 10100400710001 | (Karte) | Listerby 71:1         | Listerby 71:1 (Steinsetzung / Link) Beschreibung ergänzen | Weitere Bilder |
| 10100400730001 | (Karte) | Listerby 73:1         | Listerby 73:1 (Steinsetzung / Link) Beschreibung ergänzen | Weitere Bilder |
| 10100400740001 | (Karte) | Listerby 74:1         | Listerby 74:1 (Steinsetzung / Link) Beschreibung ergänzen | Weitere Bilder |
| 10100400750001 | (Karte) | Listerby 75:1         | Listerby 75:1 (Steinhügelgrab / Link) Beschreibung ergänzen | Weitere Bilder |
| 10100400760001 | (Karte) | Listerby 76:1         | Listerby 76:1 (Steinhügelgrab / Link) Beschreibung ergänzen | Weitere Bilder |
| 10100400770001 | (Karte) | Listerby 77:1         | Listerby 77:1 (Steinsetzung / Link) Beschreibung ergänzen | Weitere Bilder |
| 10100400780001 | (Karte) | Listerby 78:1         | Listerby 78:1 (Kloster / Link) Beschreibung ergänzen | Weitere Bilder |
| 10100400790001 | (Karte) | Listerby 79:1         | Listerby 79:1 (Steinhügelgrab / Link) Beschreibung ergänzen | Weitere Bilder |
| 10100400800001 | (Karte) | Listerby 80:1         | Listerby 80:1 (Steinsetzung / Link) Beschreibung ergänzen | Weitere Bilder |
| 10100400810001 | (Karte) | Listerby 81:1         | Listerby 81:1 (Steinsetzung / Link) Beschreibung ergänzen | Weitere Bilder |
| 10100400830001 | (Karte) | Listerby 83:1         | Listerby 83:1 (Steinsetzung / Link) Beschreibung ergänzen | Weitere Bilder |
| 10100400840001 | (Karte) | Listerby 84:1         | Listerby 84:1 (Steinsetzung / Link) Beschreibung ergänzen | Weitere Bilder |
| 10100400850001 | (Karte) | Listerby 85:1         | Listerby 85:1 (Steinsetzung / Link) Beschreibung ergänzen | Weitere Bilder |
| 10100400860001 | (Karte) | Listerby 86:1         | Listerby 86:1 (Steinhügelgrab / Link) Beschreibung ergänzen | Weitere Bilder |
| 10100400880001 | (Karte) | Listerby 88:1         | Listerby 88:1 (Steinhügelgrab / Link) Beschreibung ergänzen | Weitere Bilder |
| 10100400880002 | (Karte) | Listerby 88:2         | Listerby 88:2 (Steinsetzung / Link) Beschreibung ergänzen | Weitere Bilder |
| 10100400900001 | (Karte) | Listerby 90:1         | Listerby 90:1 (Steinhügelgrab / Link) Beschreibung ergänzen | Weitere Bilder |
| 10100400910001 | (Karte) | Listerby 91:1         | Listerby 91:1 (Grabstein / Link) Beschreibung ergänzen | Weitere Bilder |
| 10100400910002 | (Karte) | Listerby 91:2         | Listerby 91:2 (Grabstein / Link) Beschreibung ergänzen | Weitere Bilder |
| 10100400920001 | (Karte) | Listerby 92:1         | Listerby 92:1 (Steinhügelgrab / Link) Beschreibung ergänzen | Weitere Bilder |
| 10100400930001 | (Karte) | Listerby 93:1         | Listerby 93:1 (Gräberfeld / Link) Beschreibung ergänzen | Weitere Bilder |
| 10100400940001 | (Karte) | Listerby 94:1         | Listerby 94:1 (Steinsetzung / Link) Beschreibung ergänzen | Weitere Bilder |
| 10100400940002 | (Karte) | Listerby 94:2         | Listerby 94:2 (Steinsetzung / Link) Beschreibung ergänzen | Weitere Bilder |
| 10100400950001 | (Karte) | Listerby 95:1         | Listerby 95:1 (Steinhügelgrab / Link) Beschreibung ergänzen | Weitere Bilder |
| 10100400960001 | (Karte) | Listerby 96:1         | Listerby 96:1 (Gräberfeld / Link) Beschreibung ergänzen | Weitere Bilder |
| 10100400970001 | (Karte) | Listerby 97:1         | Listerby 97:1 (Steinkreis / Link) Beschreibung ergänzen | Weitere Bilder |
| 10100400990001 | (Karte) | Listerby 99:1         | Listerby 99:1 (Steinsetzung / Link) Beschreibung ergänzen | Weitere Bilder |
| 10100401010001 | (Karte) | Listerby 101:1        | Listerby 101:1 (Steinhügelgrab / Link) Beschreibung ergänzen | Weitere Bilder |
| 10100401010002 | (Karte) | Listerby 101:2        | Listerby 101:2 (Steinhügelgrab / Link) Beschreibung ergänzen | Weitere Bilder |
| 10100401020001 | (Karte) | Listerby 102:1        | Listerby 102:1 (Steinhügelgrab / Link) Beschreibung ergänzen | Weitere Bilder |
| 10100401030001 | (Karte) | Listerby 103:1        | Listerby 103:1 (Steinsetzung / Link) Beschreibung ergänzen | Weitere Bilder |
| 10100401040001 | (Karte) | Listerby 104:1        | Listerby 104:1 (Steinhügelgrab / Link) Beschreibung ergänzen | Weitere Bilder |
| 10100401040002 | (Karte) | Listerby 104:2        | Listerby 104:2 (Steinhügelgrab / Link) Beschreibung ergänzen | Weitere Bilder |
| 10100401040003 | (Karte) | Listerby 104:3        | Listerby 104:3 (Steinsetzung / Link) Beschreibung ergänzen | Weitere Bilder |
| 10100401040005 | (Karte) | Listerby 104:5        | Listerby 104:5 (Steinhügelgrab / Link) Beschreibung ergänzen | Weitere Bilder |
| 10100401050001 | (Karte) | Listerby 105:1        | Listerby 105:1 (Gräberfeld / Link) Beschreibung ergänzen | Weitere Bilder |
| 10100401060001 | (Karte) | Listerby 106:1        | Listerby106:1 (Steinsetzung / Link) Beschreibung ergänzen | Weitere Bilder |
| 10100401080001 | (Karte) | Listerby 108:1        | Listerby 108:1 (Steinsetzung / Link) Beschreibung ergänzen | Weitere Bilder |
| 10100401090001 | (Karte) | Listerby 109:1        | Listerby 109:1 (Steinsetzung / Link) Beschreibung ergänzen | Weitere Bilder |
| 10100401100001 | (Karte) | Listerby 110:1        | Listerby 110:1 (Steinsetzung / Link) Beschreibung ergänzen | Weitere Bilder |
| 10100401140001 | (Karte) | Listerby 114:1        | Listerby 114:1 (Steinsetzung / Link) Beschreibung ergänzen | Weitere Bilder |
| 10100401150001 | (Karte) | Listerby 115:1        | Listerby 115:1 (Sperr-Vorrichtung / Link) Beschreibung ergänzen | Weitere Bilder |
| 10100401230002 | (Karte) | Listerby 123:2        | Listerby 123:2 (Hausfundament / Link) Beschreibung ergänzen | Weitere Bilder |
| 12000000042231 | (Karte) | Listerby 129          | Listerby 129 (Steinsetzung / Link) Beschreibung ergänzen | Weitere Bilder |
| 12000000056700 | (Karte) | Listerby 176          | Listerby 176 (Steinsetzung / Link) Beschreibung ergänzen | Weitere Bilder |
| 12000000056703 | (Karte) | Listerby 179          | Listerby 179 (Petroglyphe / Link) Beschreibung ergänzen | Weitere Bilder |
| 12000000056705 | (Karte) | Listerby 180          | Listerby 180 (Steinhügelgrab / Link) Beschreibung ergänzen | Weitere Bilder |
| 18000000070693 | (Karte) | Listerby 197          | Listerby 197 (Sperr-Vorrichtung / Link) Beschreibung ergänzen | Weitere Bilder |
| 18000000070694 | (Karte) | Listerby 198          | Listerby 198 (Sperr-Vorrichtung / Link) Beschreibung ergänzen | Weitere Bilder |
| 12000000099706 | (Karte) | Listerby 208          | Listerby 208 (Steinsetzung / Link) Beschreibung ergänzen | Weitere Bilder |
| 12000000099708 | (Karte) | Listerby 209          | Listerby 209 (Steinsetzung / Link) Beschreibung ergänzen | Weitere Bilder |
| 12000000099712 | (Karte) | Listerby 210          | Listerby 210 (Steinsetzung / Link) Beschreibung ergänzen | Weitere Bilder |
| 12000000099721 | (Karte) | Listerby 212          | Listerby 212 (Steinsetzung / Link) Beschreibung ergänzen | Weitere Bilder |
| 12000000114902 | (Karte) | Listerby 218          | Listerby 218 (Steinsetzung / Link) Beschreibung ergänzen | Weitere Bilder |
| 12000000114903 | (Karte) | Listerby 219          | Listerby 219 (Steinsetzung / Link) Beschreibung ergänzen | Weitere Bilder |
| 12000000114904 | (Karte) | Listerby 220          | Listerby 220 (Petroglyphe / Link) Beschreibung ergänzen | Weitere Bilder |
| 12000000114905 | (Karte) | Listerby 221          | Listerby 221 (Steinsetzung / Link) Beschreibung ergänzen | Weitere Bilder |
| 12000000114907 | (Karte) | Listerby 223          | Listerby 223 (Steinsetzung / Link) Beschreibung ergänzen | Weitere Bilder |
| 12000000114910 | (Karte) | Listerby 225          | Listerby 225 (Gräberfeld / Link) Beschreibung ergänzen | Weitere Bilder |
| 12000000115758 | (Karte) | Listerby 227          | Listerby 227 (Steinsetzung / Link) Beschreibung ergänzen | Weitere Bilder |
| 12000000115760 | (Karte) | Listerby 228          | Listerby 228 (Steinsetzung / Link) Beschreibung ergänzen | Weitere Bilder |
| 12000000115765 | (Karte) | Listerby 231          | Listerby 231 (Steinsetzung / Link) Beschreibung ergänzen | Weitere Bilder |
| 12000000115767 | (Karte) | Listerby 232          | Listerby 232 (Steinsetzung / Link) Beschreibung ergänzen | Weitere Bilder |
| 12000000115768 | (Karte) | Listerby 233          | Listerby 233 (Petroglyphe / Link) Beschreibung ergänzen | Weitere Bilder |
| 12000000115771 | (Karte) | Listerby 234          | Listerby 234 (Steinsetzung / Link) Beschreibung ergänzen | Weitere Bilder |
| 12000000115776 | (Karte) | Listerby 236          | Listerby 236 (Steinsetzung / Link) Beschreibung ergänzen | Weitere Bilder |
| 12000000115783 | (Karte) | Listerby 237          | Listerby 237 (Petroglyphe / Link) Beschreibung ergänzen | Weitere Bilder |
| 12000000115787 | (Karte) | Listerby 238          | Listerby 238 (Petroglyphe / Link) Beschreibung ergänzen | Weitere Bilder |
| 12000000115789 | (Karte) | Listerby 239          | Listerby 239 (Steinsetzung / Link) Beschreibung ergänzen | Weitere Bilder |
| 12000000115797 | (Karte) | Listerby 242          | Listerby 242 (Steinsetzung / Link) Beschreibung ergänzen | Weitere Bilder |
| 12000000115801 | (Karte) | Listerby 243          | Listerby 243 (Steinsetzung / Link) Beschreibung ergänzen | Weitere Bilder |
| 12000000115805 | (Karte) | Listerby 244          | Listerby 244 (Steinhügelgrab / Link) Beschreibung ergänzen | Weitere Bilder |
| 12000000115808 | (Karte) | Listerby 247          | Listerby 247 (Steinsetzung / Link) Beschreibung ergänzen | Weitere Bilder |
| 12000000115809 | (Karte) | Listerby 248          | Listerby 248 (Petroglyphe / Link) Beschreibung ergänzen | Weitere Bilder |
| 12000000115811 | (Karte) | Listerby 249          | Listerby 249 (Steinsetzung / Link) Beschreibung ergänzen | Weitere Bilder |
| 12000000116039 | (Karte) | Listerby 253          | Listerby 253 (Steinsetzung / Link) Beschreibung ergänzen | Weitere Bilder |
| 12000000116046 | (Karte) | Listerby 254          | Listerby 254 (Petroglyphe / Link) Beschreibung ergänzen | Weitere Bilder |
| 12000000116051 | (Karte) | Listerby 257          | Listerby 257 (Grabstein / Link) Beschreibung ergänzen | Weitere Bilder |
| 12000000116054 | (Karte) | Listerby 258          | Listerby 258 (Steinsetzung / Link) Beschreibung ergänzen | Weitere Bilder |
| 12000000116057 | (Karte) | Listerby 260          | Listerby 260 (Steinsetzung / Link) Beschreibung ergänzen | Weitere Bilder |
| 12000000116059 | (Karte) | Listerby 261          | Listerby 261 (Steinsetzung / Link) Beschreibung ergänzen | Weitere Bilder |
| 12000000116066 | (Karte) | Listerby 263          | Listerby 263 (Petroglyphe / Link) Beschreibung ergänzen | Weitere Bilder |
| 12000000116069 | (Karte) | Listerby 265          | Listerby 265 (Petroglyphe / Link) Beschreibung ergänzen | Weitere Bilder |
| 12000000116071 | (Karte) | Listerby 266          | Listerby 266 (Grabhügel / Link) Beschreibung ergänzen | Weitere Bilder |
| 12000000116073 | (Karte) | Listerby 268          | Listerby 268 (Steinsetzung / Link) Beschreibung ergänzen | Weitere Bilder |
| 12000000116074 | (Karte) | Listerby 269          | Listerby 269 (Steinsetzung / Link) Beschreibung ergänzen | Weitere Bilder |
| 12000000116107 | (Karte) | Listerby 270          | Listerby 270 (Steinsetzung / Link) Beschreibung ergänzen | Weitere Bilder |
| 12000000116220 | (Karte) | Listerby 272          | Listerby 272 (Petroglyphe / Link) Beschreibung ergänzen | Weitere Bilder |
| 12000000116247 | (Karte) | Listerby 274          | Listerby 274 (Steinhügelgrab / Link) Beschreibung ergänzen | Weitere Bilder |
| 12000000116252 | (Karte) | Listerby 278          | Listerby 278 (Petroglyphe / Link) Beschreibung ergänzen | Weitere Bilder |
| 12000000117212 | (Karte) | Listerby 283          | Listerby 283 (Steinsetzung / Link) Beschreibung ergänzen | Weitere Bilder |
| 12000000117213 | (Karte) | Listerby 284          | Listerby 284 (Steinsetzung / Link) Beschreibung ergänzen | Weitere Bilder |
| 12000000117216 | (Karte) | Listerby 285          | Listerby 285 (Steinsetzung / Link) Beschreibung ergänzen | Weitere Bilder |
| 12000000118147 | (Karte) | Listerby 287          | Listerby 287 (Steinsetzung / Link) Beschreibung ergänzen | Weitere Bilder |
| 12000000118148 | (Karte) | Listerby 288          | Listerby 288 (Steinsetzung / Link) Beschreibung ergänzen | Weitere Bilder |
| 12000000118149 | (Karte) | Listerby 289          | Listerby 289 (Steinsetzung / Link) Beschreibung ergänzen | Weitere Bilder |
| 12000000118150 | (Karte) | Listerby 290          | Listerby 290 (Steinsetzung / Link) Beschreibung ergänzen | Weitere Bilder |
| 12000000118151 | (Karte) | Listerby 291          | Listerby 291 (Steinsetzung / Link) Beschreibung ergänzen | Weitere Bilder |
| 12000000118152 | (Karte) | Listerby 292          | Listerby 292 (Steinsetzung / Link) Beschreibung ergänzen | Weitere Bilder |
| 12000000118153 | (Karte) | Listerby 293          | Listerby 293 (Steinsetzung / Link) Beschreibung ergänzen | Weitere Bilder |
| 12000000118155 | (Karte) | Listerby 295          | Listerby 295 (Steinsetzung / Link) Beschreibung ergänzen | Weitere Bilder |
| 12000000118161 | (Karte) | Listerby 301          | Listerby 301 (Steinsetzung / Link) Beschreibung ergänzen | Weitere Bilder |
| 12000000118162 | (Karte) | Listerby 302          | Listerby 302 (Steinsetzung / Link) Beschreibung ergänzen | Weitere Bilder |
| 12000000118163 | (Karte) | Listerby 303          | Listerby 303 (Steinsetzung / Link) Beschreibung ergänzen | Weitere Bilder |
| 12000000118168 | (Karte) | Listerby 306          | Listerby 306 (Steinsetzung / Link) Beschreibung ergänzen | Weitere Bilder |
| 12000000118172 | (Karte) | Listerby 308          | Listerby 308 (Steinhügelgrab / Link) Beschreibung ergänzen | Weitere Bilder |
| 12000000119932 | (Karte) | Listerby 321          | Listerby 321 (Steinsetzung / Link) Beschreibung ergänzen | Weitere Bilder |
| 12000000134960 | (Karte) | Listerby 324          | Listerby 324 (Steinkammergrab / Link) Beschreibung ergänzen | Weitere Bilder |
| 12000000135882 | (Karte) | Listerby 325          | Listerby 325 (Petroglyphe / Link) Beschreibung ergänzen | Weitere Bilder |